# Prieuré de Longpré
Le prieuré de Longpré était un prieuré de l'Ordre de Fontevraud, situé sur le territoire de la commune Haramont, dans le département de l'Aisne, en France. 

## Historique

### Fondation du prieuré
Le prieuré de Longpré est une des dépendances de l’abbaye de Fontevraud, ordre de Fontevraud fondé, en 1101, par Robert d’Arbrissel. Il est bâti, en 1180, sur les ruines d’un petit monastère datant du IXe siècle.
La construction est due à la comtesse Aliénor de Vermandois qui, sous le règne du roi Philippe Auguste, obtient du pape Clément III la fondation et l’implantation d’une colonie fontevriste.
Aliénor, grande bienfaitrice du Valois, dote le prieuré, qui reçoit en outre des rentes de moulins, de fermes sur les villages d’Haramont et de Largny. L’ensemble des terres du monastère représente environ 35 hectares.
L’entrée en religion, à Longpré, des filles des seigneurs de la région permet à l’ordre d’augmenter ses biens.

### L'ordre de Fontevraud
Cet ordre monastique fondé, en 1101, par un réformateur du XIIe siècle, observe la règle bénédictine dans sa rigueur d’origine. Outre ce retour aux sources, Robert d’Arbrissel introduit la mixité dans tous les monastères de l’ordre. Il montre que cela est possible en passant une nuit avec une moniale sans qu’aucun des deux ne rompe ses vœux.
L’ordre, mixte, est la plupart du temps géré par une abbesse et par des prieures pour les monastères rattachés à l’ordre. L’abbaye de Fontevraud, magnifique ensemble religieux, est situé près de Saumur. Les Fontevristes sont contemplatifs. Les moniales portent le voile noir et la robe des bénédictines. À Longpré, la prieure est élue tous les trois ans et dirige la communauté.
Un aumônier intègre plus tardivement le prieuré et cumule les fonctions de procureur et d’intendant.

### Longpré jusqu’auXVIesiècle
Longpré, depuis sa fondation jusqu’à sa fermeture comme couvent au XVIIIe siècle, accueille des hommes et, à partir du XIVe siècle, que des femmes, souvent filles de la noblesse du Valois et du Vermandois.
Pendant des décennies, Longpré souffre des guerres incessantes qui ravagent la France. Anglais et Bourguignons pillent à multiples reprises la région. En 1590, Longpré recueille les reliques de sainte Léocade et devient alors un lieu de pèlerinage pour toute la région. Sainte Léocade mourut martyre sous Dioclétien en 303 apr. J.-C. Son corps fut jeté du haut des murailles de Séville. Au IXe siècle, lors de l’invasion de l’Espagne par les Maures, ses reliques sont transférées à Saint-Médard de Soissons, puis à Longpré. À la Révolution française, les reliques sont remises à l’église d’Haramont où elles demeurent encore aujourd’hui.

### Longpré auXVIIesiècle
Longpré connait plusieurs catastrophes qui manquent de le faire disparaître. En 1622, le feu prend au monastère détruisant en partie le cloître, le réfectoire, les dortoirs et endommageant l’église. En 1624, un très violent orage provoque des torrents de boue descendant des coteaux. Les bâtiments sont endommagés et certains murs d’enceinte sont détruits. Les moniales entreprennent une reconstruction et modifient la configuration du lieu pour l’adapter aux besoins du temps : le sol du réfectoire est surélevé pour permettre la création de caves voûtées et les fenêtres du rez-de-chaussée sont largement agrandies pour laisser plus de lumière. Le cloître, en partie détruit et qui ne permettait pas des ouvertures de fenêtres vers l’intérieur, est supprimé et les arcades transposées dans l’aile ouest qui jusqu’alors sert de grange. Enfin, un nouveau logis est construit au nord sur les ruines d’une ancienne petite chapelle afin d’accueillir un aumônier. En 1639, l’évêque de Soissons préside à la résurrection du monastère.

### Longpré et la Révolution
Pendant la Révolution française, en 1791, le prieuré de Longpré fut déclaré bien national et est mis en vente. Le monastère et les terres furent vendus à un fermier pour 72 000 livres. Les moniales furent dispersées et reçurent quelques livres de la vente de meubles du couvent. Les biens religieux furent dispersés dans les églises d’Haramont et de Largny.
Le nouveau fermier entreprit de raser l’église pour, d’une part, vendre les pierres de cette dernière à bon prix, et d’autre part, s’assurer que le bien ne serait pas repris par l’Église en cas de rétablissement de la royauté. La salle capitulaire fut transformée en étable, le dortoir du premier servit de grange à foin. Les pièces habitées par les moniales servirent de logement aux fermiers successifs.

### Longpré auXXesiècle
Un incendie se déclare, en 1946, à partir du foin entreposé dans le dortoir. La toiture est grandement endommagée et les étages du moulin sont détruits.
De 1946 à 1994, Longpré reste en l’état, sauf le chœur de l’église qui avait été comblé de pierres et qui est déblayé laissant apparaître des traces de l’architecture intérieure.
À partir de 1994, Longpré est progressivement restauré. Le site est complété par d’importants jardins d’inspiration médiévale composés de buis, d’ifs, de vivaces et de plantes médicinales.
Les étangs créés à l’origine pour l’élevage du poisson et alimentés par une conduite forcée dérivée du cours d’eau, sont remis en état. Les prés qui s’étendent d’Haramont à la vallée de l’Automne retrouvent leur vocation d’origine.
Le monument est inscrit à l'inventaire supplémentaire des monuments historiques en 1995.

## Description
Les vestiges du prieuré du XIIe siècle sont situés dans une vallée traversée par un cours d'eau qui alimente des étangs entourés de pâtures. Le tout est bordé par la forêt.

## Le parc
Plusieurs jardins d'inspiration médiévale entourent les bâtiments restant du prieuré. Ils sont rythmés par des buis et des ifs, plantés de rosiers, de plantes vivaces, de plantes aromatiques et médiévales, d'arbres fruitiers et de plantes grimpantes.